# 展望大道車站 (BMT第四大道線)
展望大道車站（英語：Prospect Avenue station）是一個紐約地鐵BMT第四大道線的慢車地鐵站，位於布魯克林格瓦納斯、格林伍德高地、公園坡、南公園坡展望大道及第四大道交界，設有R線（任何時候停站）、D線（僅深夜停站）、N線（僅深夜停站）與W線（僅繁忙時段停站）列車服務。

## 歷史

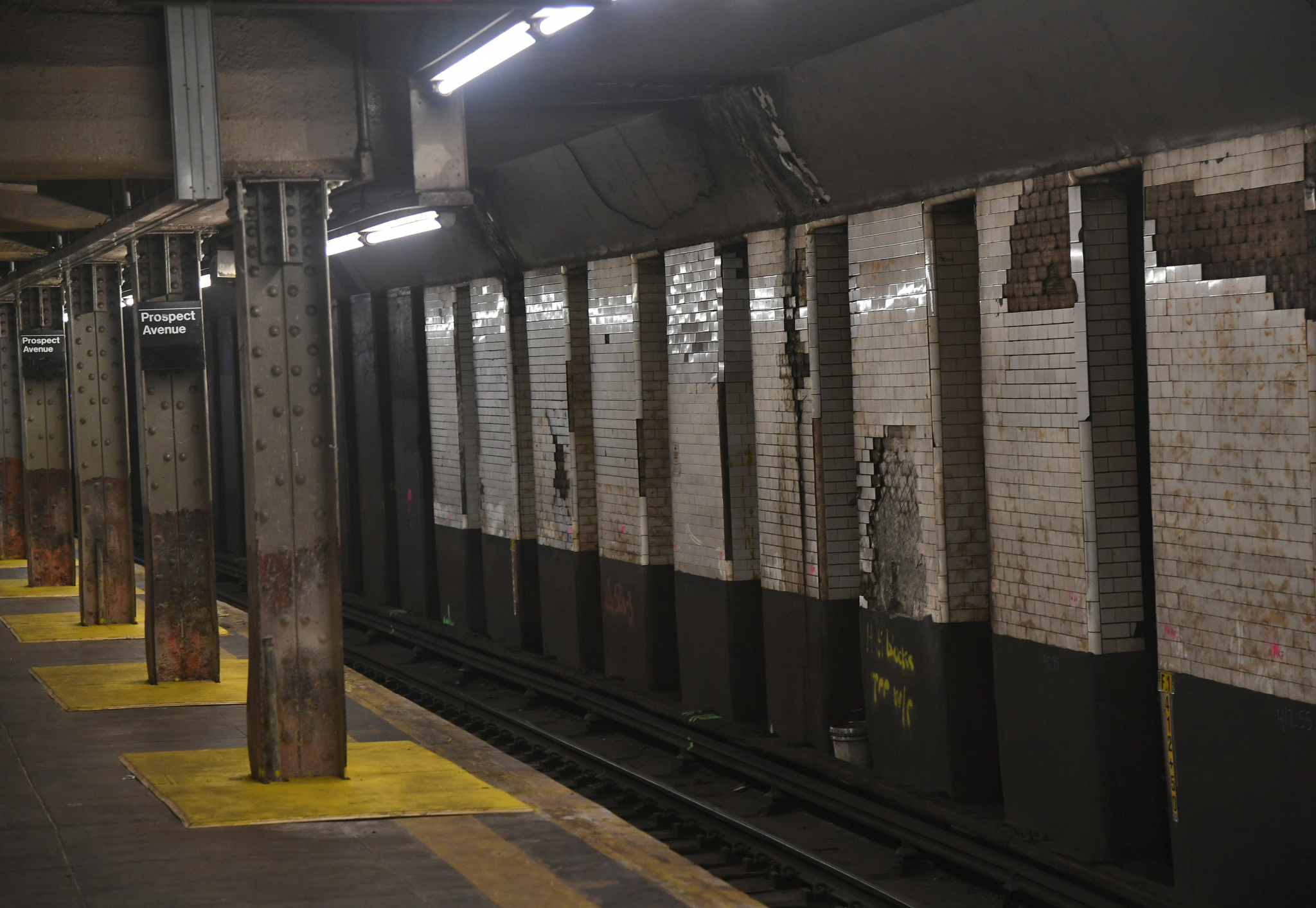
翻新前的車站

展望大道車站在1915年6月22日作為BMT第四大道線前往59街的原初路段啟用。
1970年代末車站進行了翻新。舊的裁切線由白色煤渣磚取代，只有牆壁上的小型凹槽是藍色煤查磚。翻新時維修了樓梯和安裝了新的月台邊。藍色煤查磚包括站名牌和出口指示牌。翻新同時將白熾燈更換為螢光燈。
在2015－2019年MTA資金計劃，車站與其他三十個紐約地鐵車站進行翻新，並關閉6個月。更新內容包括蜂窩服務、Wi-Fi、充電站、改善指示牌、改善車站燈光。2016年1月至5月，格林沙爾建築工作時車站翻新設計，阿魯普集團作為諮詢。翻新合約包括翻新BMT第四大道線上的展望大道、53街及灣脊區大道車站，在2016年11月30日獲得合約。2017年6月5日關閉進行翻新，2017年11月2日重開，比預期提早了一個月。

## 車站結構
| Ground | 街道     | 出入口 |
| 月台層 | 側式月台 | 側式月台 |
| 月台層 | 北行慢車 | ← 往森林小丘-71大道 (深夜時往白廳街-南碼頭) (第九街) ← 深夜時往諾伍德-205街 (第九街) ← 深夜時往阿斯托利亞-迪特馬斯林蔭路 (第九街) ← 往阿斯托利亞-迪特馬斯林蔭路 (只限平日時段) (第九街) |
| 月台層 | 北行快車 | ← 不停靠 |
| 月台層 | 南行快車 | → 不停靠 → |
| 月台層 | 南行慢車 | → 往灣脊區-95街 (25街) → → 深夜時往康尼島-斯提威爾大道 (25街) → → 往86街 (只限平日時段) (25街) →                                                                                        |
| 月台層 | 側式月台 | |

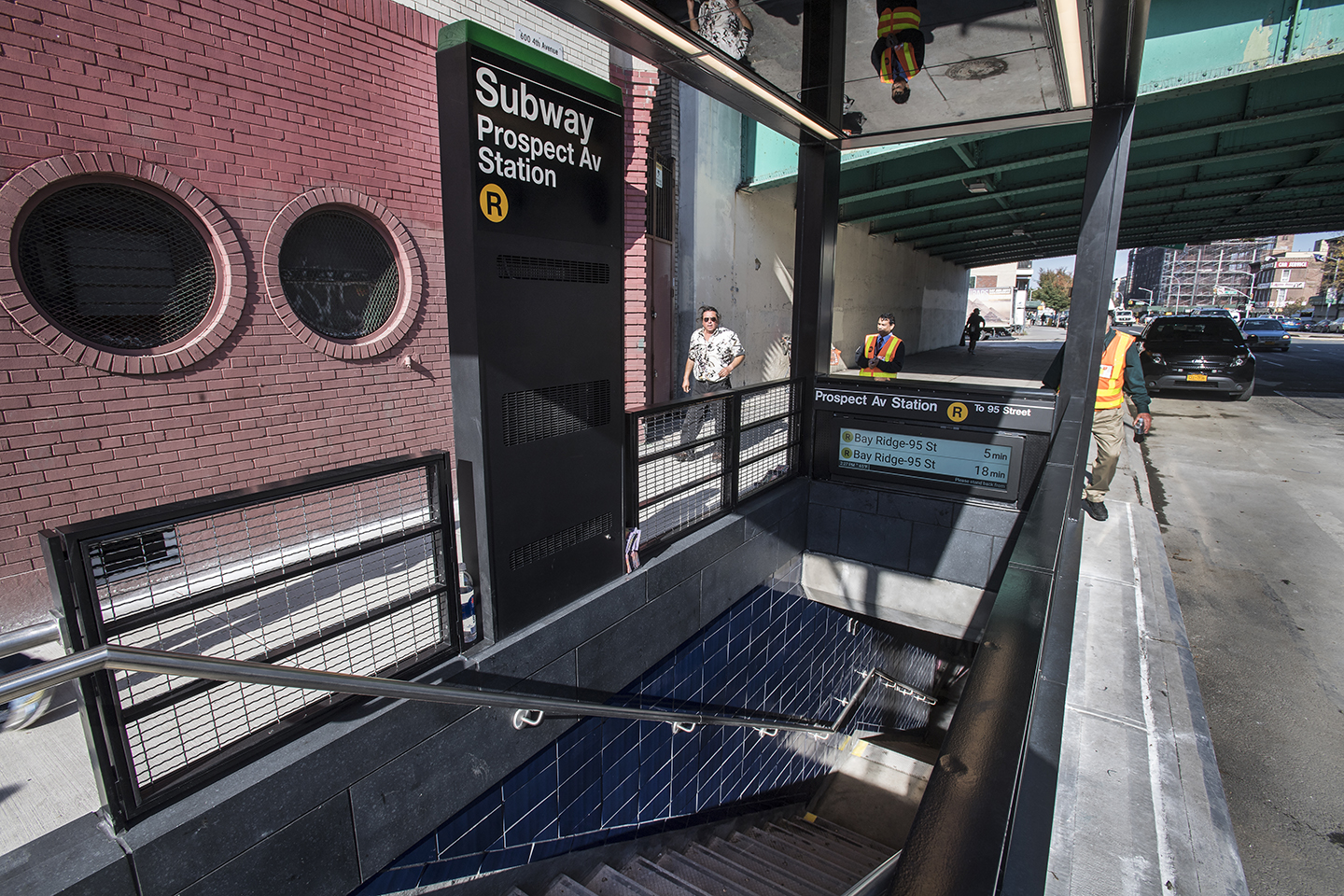
第四大道東側北行月台入口

此地下車站設有兩個側式月台和四條軌道，以及一簾牆分隔慢車和快車軌道。
月台除北端外沒有樑柱。1960年代月台延長至現時標準B分部列車長度600英呎時加設。這些工字樑柱是奶白色的，天花板亦較低。2017年翻新時，1970年代安裝的煤渣磚重新裝上，安裝了新的黑色地磚和黃色月台踏板。1970年代安裝的藍色煤渣磚由小型黑色馬賽克磚蓋過。
此站在2017年的藝術品是由莫尼卡·布拉沃設計的馬賽克，顯示了當地的地標如布魯克林軍隊基地。

### 出口
車站唯一的付費區位於近中央部分的月台層。直至2017年翻新為止，車站設有原初的修剪線、特定距離髤上棕色「P」字、一系列閘機和詢問處。往曼哈頓方向設有兩條樓梯往第四大道近展望高速公路以東行人路，而往灣脊區側設有一條樓梯往展望大道和第四大道西南角。車站不設上跨道或下穿道。

## 外部連結
- nycsubway.org—BMT 4th Avenue: Prospect Avenue
- The Subway Nut — Prospect Avenue Pictures （页面存档备份，存于）
- Entrance beneath Prospect Expressway from Google Maps Street View
- Platform from Google Maps Street View